# Бергет, Йо-Инге
Йо-И́нге Бе́ргет (норв. Jo Inge Berget; род. 11 сентября 1990, Гран, Оппланн) — норвежский футболист, нападающий клуба «Сарпсборг 08» и сборной Норвегии.

## Клубная карьера
Бергет начал свою карьеру в клубе «Люн». В 2008 году он переехал в Италию, где выступал за молодёжную команду «Удинезе». За основной состав Йо-Инге так и не сыграл, поэтому в 2009 году был отдан в аренду обратно в «Люн». В Типпелиге он провёл один сезон сыграв 27 матчей и забив 5 мячей. В следующем сезоне Бергет выступал за «Стрёмсгодсет» вновь на правах аренды. 14 марта 2010 года в матче против «Конгсвингера» он дебютировал за новую команду. 21 марта в поединке против «Хёугесунн» Бергет забил свой первый гол за команду. По окончании аренды «Удинезе» продал его в «Молде». 22 августа 2011 года во встрече против «Лилистрема» Йо-Инге дебютировал за новую команду. 2 октября в матче против «Тромсё» Бергет забил свой первый гол за «Мольде». В 2011 и 2012 годах он дважды выиграл чемпионат Норвегии.
В начале 2014 года Бергет перешёл в валлийский «Кардифф Сити». 22 февраля в матче против «Халл Сити» он дебютировал в английской Премьер-лиге, заменив Фрейзера Кембелла.
Летом для получения игровой практики Йо-Инге перешёл в шотландский «Селтик». 13 августа в поединке против «Сент-Джонстон» он дебютировал в шотландской Премьер-лиге. 16 августа в матче против «Данди Юнайтед» Бергет сделал «дубль», забив свои первые голы за «кельтов».
В начале 2015 года Йо-Инге подписал трёхлетний контракт со шведским «Мальмё». 6 апреля в матче против «Сундсвалля» он дебютировал в Аллсвенскане. В этом же поединке Бергет сделал «дубль», забив свои первые голы за «Мальмё». В августе в отборочном матче Лиги чемпионом против своего бывшего клуба «Селтика» он сделал «дубль». В 2016 году Йо-Инге помог клубу выиграть чемпионат.
19 января 2018 года Бергет был подписан клубом MLS «Нью-Йорк Сити». В североамериканской лиге он дебютировал 24 марта в матче против «Нью-Инглэнд Революшн». Свой первый гол за нью-йоркский клуб он забил 11 апреля в матче против «Реал Солт-Лейк». 25 января 2019 года Бергет и «Нью-Йорк Сити» достигли договорённости о расторжении контракта по обоюдному согласию.
В марте 2019 года Бергет вернулся в «Мальмё», с которым подписал трёхлетний контракт. В составе этого клуба Йо-Инге Бергет в 2020 году выиграл чемпионат Швеции.

## Международная карьера
Бергет выступал за сборную страны различных возрастов. 18 января 2012 года в товарищеском матче против сборной Таиланда Йо-Инге дебютировал за сборную Норвегии.
В июне 2013 года Йо-Инге был включен в заявку молодёжной команды на участие в молодёжном чемпионате Европе в Израиле. На турнире он был выбран капитаном команды. В матче группового этапа против молодёжной сборной Англии Бергет забил гол, который принёс его команде победу. Он также сыграл в поединках против команд Израиля и Испании.
6 сентября 2015 года в отборочном матче чемпионата Европы 2016 против сборной Хорватии Бергет забил свой первый гол за национальную команду. Это был его единственный гол за сборную в официальном матче. А вот в товарищеском, Бергет забил гол в ворота Финляндии 29 марта 2016 года. Последний матч за сборную он сыграл против сборной Словакии, Норвегия выиграла со счетом 2:0, а Бергет сыграл 70 минут в том матче, это была товарищеская игра.

### Голы за сборную Норвегии
| #   | Дата            | Место                   | Противник | Счёт | Результат | Соревнование                         |
| --- | --------------- | ----------------------- | --------- | ---- | --------- | ------------------------------------ |
| 01. | 6 сентября 2015 | Уллевол, Осло, Норвегия | Хорватия  | 1:0  | 2:0       | Чемпионат Европы 2016 (квалификация) |
| 02. | 29 марта 2016   | Уллевол, Осло, Норвегия | Финляндия | 1:0  | 2:0       | Товарищеский матч                    |

## Достижения
Командные
«Молде»
- Чемпион Норвегии (2): 2011, 2012
- Обладатель Кубка Норвегии (2): 2010, 2013

«Мальмё»
- Чемпионат Швеции (4): 2016, 2017, 2020, 2021
- Обладатель Кубка Швеции: 2021/22
- Финалист Кубка Швеции (2): 2015/16, 2019/20